# Rodrigo Ubilla
Rodrigo Ubilla Mackenney (28 de octubre de 1958) es un sociólogo, académico y político chileno, miembro de Renovación Nacional (RN). Se desempeñó como subsecretario del Interior durante la segunda administración del presidente Sebastián Piñera, desde marzo de 2018 hasta diciembre de 2019. Ocupó ese mismo cargo en el primer gobierno de Piñera, entre marzo de 2010 y marzo de 2014.

## Familia y estudios
Estudió en el Colegio San Juan Evangelista su educación primaria y secundaria. Estudió luego un año de licenciatura en historia en la Pontificia Universidad Católica (PUC), y luego obtuvo el título de sociólogo en la Universidad de Chile. Realizó posteriormente un magíster en ciencias políticas en la Universidad de Texas en Austin, Estados Unidos.
En 1992 creó, junto a Germán Quinteros, la empresa de asesorías estratégicas, política y comunicacionales Target Consultores, oficiando como director hasta 2010. Suspendió su participación en dicha empresa una vez que asumió la titularidad de la Subsecretaría del Interior.[cita requerida]
Está casado con Regina Olivares Feldmann y es padre de cuatro hijos.[cita requerida]

## Carrera profesional y académica
Ha desarrollado consultorías al Banco Mundial y al Banco Interamericano de Desarrollo (BID), en materias de planificación y evaluación de programas y proyectos sociales. También ha asesorado a diferentes países latinoamericanos, como Nicaragua; Argentina, Colombia; Ecuador y El Salvador en la elaboración de estrategias de protección social y programas de asistencia a grupos vulnerables. Con el apoyo del BID, participó en el diseño de políticas de vivienda en la región, evaluó fondos de inversión social y propuso lineamientos para redefinirlos y asesoró a municipios en procesos de descentralización.
En el ámbito académico, se ha desempeñado como profesor de la Universidad Adolfo Ibáñez en la cátedra «Poder y Gobernabilidad» y como director académico del diplomado «Gestión Pública y Gobierno Electrónico». Desde 2014, desempeñó el cargo de decano de la Facultad de Ciencias Sociales y Humanidades de la Universidad Autónoma de Chile.

## Carrera política
En materia política fue fundador y subdirector del Instituto Libertad, y posteriormente se desempeñó como secretario general de Renovación Nacional (RN), entre 1994 y 1997, durante la presidencia de Andrés Allamand. Además, entre 2002 y 2004 fue concejal de la Municipalidad de Lo Barnechea y luego, entre los años 2005 y 2006, administrador municipal de la misma comuna. Entre 2007 y 2010 fue jefe del equipo profesional de Andrés Allamand, entonces senador por la Región de los Ríos.

### Subsecretario del Interior

#### Primer gobierno de Sebastián Piñera (2010-2014)

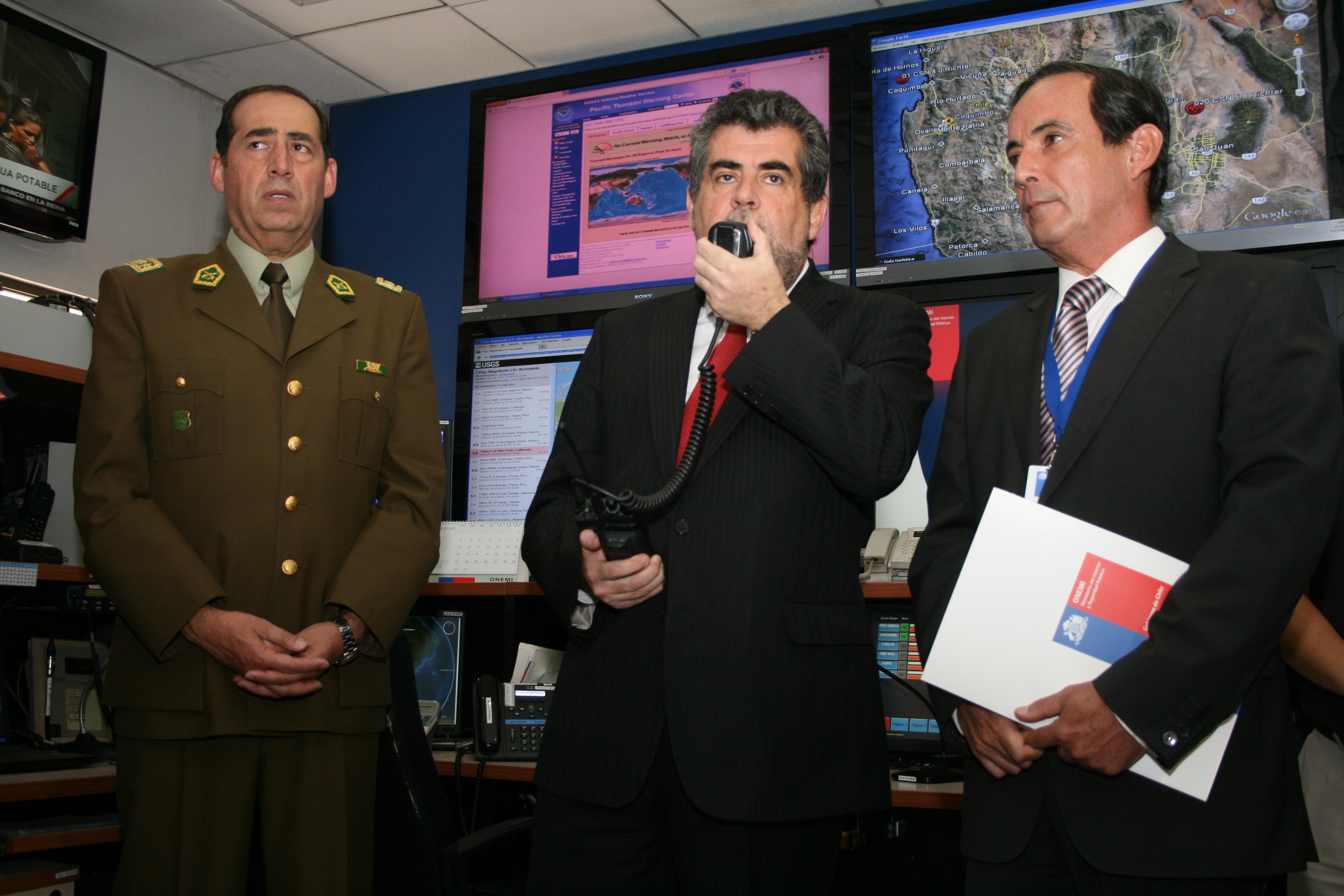
Subsecretario Ubilla pone en marcha el nuevo sistema de comunicaciones críticas de la ONEMI.

Asumió el cargo de subsecretario del Interior el 9 de marzo de 2010, dos días antes de la toma de posesión de Sebastián Piñera, sucediendo a Patricio Rosende Lynch. Enfrentó como primer desafío liderar la gestión y coordinación del manejo de la emergencia nacional que provocó el terremoto y maremoto del 27 de febrero de ese año. A través de la subsecretaría administró los recursos económicos que permitieron ayudar de manera oportuna a las personas damnificadas con alimentos, viviendas y puestos de trabajo en las zonas afectadas por la tragedia.
En forma paralela y con el objetivo de mejorar y fortalecer la capacidad de prevención y respuesta de nuestro sistema de emergencia, impulsó junto a las autoridades de la Oficina Nacional de Emergencia (ONEMI), un plan de Modernización para dotar de mejor equipamiento y capacidades a esta institución que depende del Ministerio del Interior y Seguridad Pública. Asimismo, participó en la redacción del proyecto de ley que crea un nuevo Sistema Nacional de Emergencia y Protección Civil en Chile.
Su trabajo en esta materia, le valió el reconocimiento de las Naciones Unidas que en 2012 escogió a Chile como sede de la Tercera Plataforma Regional de Reducción del Riesgo de Desastres para las Américas, instancia que reunió a representantes de 32 países y en la que se expuso la experiencia chilena y el abordaje de la emergencia.
En materia legislativa, lideró, entre otras iniciativas legales, la tramitación del proyecto de Ley de Migración y Extranjería, presentado para reemplazar la legislación chilena promulgada en 1975, a la fecha la más antigua de Sudamérica. Sus esfuerzos también se han concentrado en implementar el «Programa de Modernización de Gestión≥ del Departamento de Extranjería y Migración del Ministerio del Interior y Seguridad Pública con el objetivo de generar sistemas de atención más eficientes, que reduzcan los tiempos de espera y permitan respuestas más oportunas para las crecientes y sostenidas demandas de la población extranjera que llega a Chile.
Asimismo, desde la Subsecretaría del Interior se implementó la Ley 20 507, publicada el 8 de abril de 2011 que tipificó  los delitos de tráfico ilícito de migrantes y trata de personas y que estableció normas para su prevención y más efectiva persecución criminal. Su implementación, de hecho, permitió la primera condena en Chile por estos delitos que afectó a un grupo de mujeres de nacionalidad dominicana quienes ingresaron engañadas al país para ser explotadas sexualmente.
Durante su gestión, implementó la incorporación de 50 nuevas comunas al Plan Cuadrante de Seguridad Preventiva, totalizando 150 a lo largo de Chile y se materializaron importantes inversiones para dotar a Carabineros y a la Policía de Investigaciones (PDI) de los recursos técnicos y humanos  para brindar un mejor servicio a la comunidad. Además y tras la puesta en marcha de la Ley Marco de Bomberos en 2012, asumió la gestión administrativa y la relación con todos los Cuerpos de Bomberos del país, generando a través de la Subsecretaría del Interior la entrega de los recursos económicos a la institución, labor que antes le correspondía a la Superintendencia de Valores y Seguros (SVS).
Uno de sus principales logros en el gobierno del presidente Sebastián Piñera, fue impulsar, en noviembre de 2011, la implementación del Plan Frontera Norte, estrategia para combatir de manera coordinada con instituciones como Carabineros; la Policía de Investigaciones (PDI); el Servicio de Aduanas y la Dirección General del Territorio Marítimo y de Marina Mercante (Directemar) el narcotráfico y el crimen organizado en las regiones de Arica-Parinacota, Tarapacá, Antofagasta y Atacama.
Estuvo a cargo de liderar el trabajo y la coordinación interinstitucional para el desarrollo de las elecciones Municipales de 2012, que fueron las últimas que estuvieron a cargo del Ministerio del Interior y Seguridad Pública. En los siguientes procesos eleccionarios, coordinó, junto al Ministerio de Transportes y Telecomunicaciones la ejecución, a través de Intendencias y Gobernaciones, de planes de transporte gratuito en zonas rurales y aisladas del país para facilitar el traslado de las personas a sus lugares de votación. A partir del año 2013 asumió como delegado presidencial para coordinar el trabajo intersectorial tendiente a paliar los efectos de la sequía en las regiones de Coquimbo y Valparaíso.
Desde su cargo, desarrolló una activa participación en reuniones internacionales, como el Encuentro Binacional Chile-Colombia para abordar temas de trata de personas y tráfico ilícito de migrantes, y la reunión entre autoridades y jefes policiales de Chile y Perú en las ciudades de Arica y Tacna para implementar operaciones conjuntas en la lucha contra los delitos transnacionales entre ambos países.[cita requerida]
En abril de 2014, tras su salida del gobierno, pasó al área académica y se convirtió en decano de la Facultad de Ciencias Sociales y Humanidades de la Universidad Autónoma de Chile.

#### Segundo gobierno de Sebastián Piñera (2018-2020)
Asumió nuevamente como subsecretario del Interior el 8 de marzo de 2018. Al iniciar sus actividades señaló que las prioridades en su área serán: modernización de policías, combate a la delincuencia e inmigración.
El 16 de diciembre de 2019 presentó su renuncia al cargo, la que se hizo efectiva el 1 de enero de 2020.